# KG Mobility
KG Mobility（： KG mobilliti），又稱KGM，前身為雙龍汽車（：／；），是韓國KG集團旗下的韓國獨立車輛製造廠。非常早期就以專注製造柴油引擎動力、四輪傳動、越野SUV車輛而聞名於世。

## 公司沿革
雙龍汽車公司原本是兩家獨立的公司—河東煥汽車以及東方汽車。在1963年中，兩家公司合併為河東煥汽車。 最初是为美军生产吉普车，1976年开始生产特种车辆，1988年被双龙集团收购改为现名。1991年，双龙汽车开始与戴姆勒-克萊斯勒（即如今的戴姆勒-賓士）结成技术伙伴。1997年，大宇汽车收购双龙汽车，但后因大宇财团出现财政问题又于2000年被出售。2004年，上海汽车工业（集团）总公司收购了双龙汽车49%的股份。2005年1月27日，上海汽车集团股份有限公司完成韩国双龙汽车公司的股权交割手续，获得双龙汽车51.33%的股份，正式成为其第一大股东。
2009年4月，双龙汽车由于工会与韩国警方发生暴力冲突，进入破产程序。同年上海汽车工业（集团）总公司表示有可能放弃其在公司的权益，其临时监管人决定接洽其他买家，但由于双龙汽车工会势力过于强大、且已给外界留下暴力印象，所以进程暂时陷入停滞。
双龙在其提出的减资方案中，上汽持有股份被按照5比1的比例减持，其他股东股份被按照3比1比例减持，减持后上汽将从控股股东变为小股东。
2010年11月23日，雙龍汽車與印度馬璽達（Mahindra & Mahindra）在韓國首爾簽署最終協議，馬璽達集團將取得雙龍汽車70%股權，正式成為其母公司。 Mahindra & Mahindra 傳出自6月開始就已經在物色買家，打算脫手雙龍汽車。雙龍汽車最大股東並非韓國公司，而是來自印度的外資汽車集團，因此無法符合紓困條件。在12月韓國SsangYong Motor雙龍汽車決議聲請破產財產接管。
2022年6月，韓國首爾法院選擇KG集團為首的韓國合資企業團隊，作為接手併購雙龍汽車的最後人選。KG企業團隊計畫投資九百億韓元，約莫六點九億美元，用來併購雙龍汽車。KG集團其下的公司業務，從鋼鐵、化學肥料、網路支付平台、再生能源、物流倉儲、財務諮詢、資產管理、休閒事業、教育事業、傳播事業（EDAILY、EDAILY C＆B）、飲食企業（諸如肯德基、HOLLY COFFEE）到充電電池等，跨足多種事業。此次併購的合作，除了KG集團之外，更與Pavilion私募基金合作，組成併購團隊。同年8年由法院確認入主，11月完成公司重整程序，並於2023年3月更名為KG Mobility。

### 現行車型

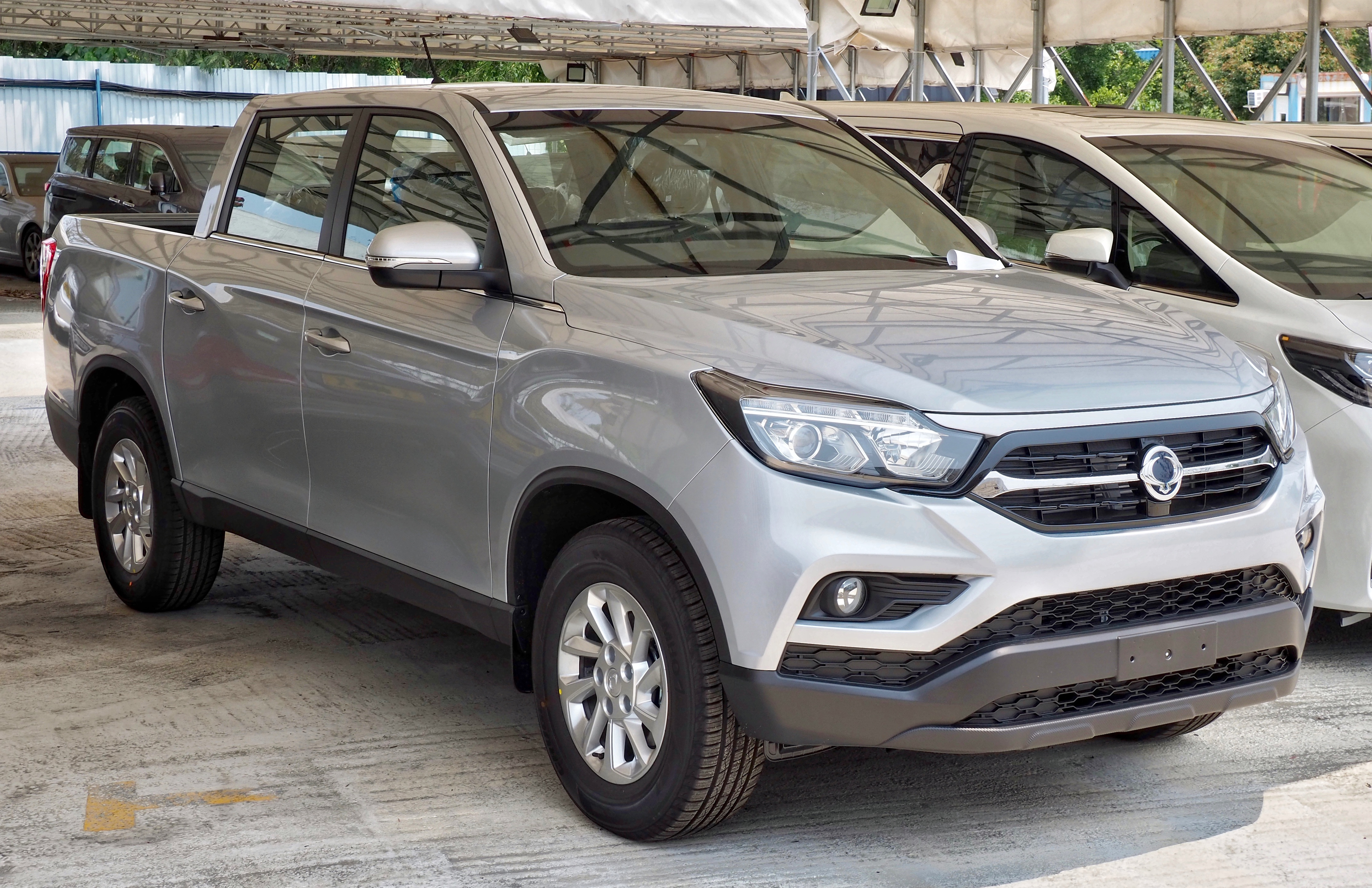
Musso
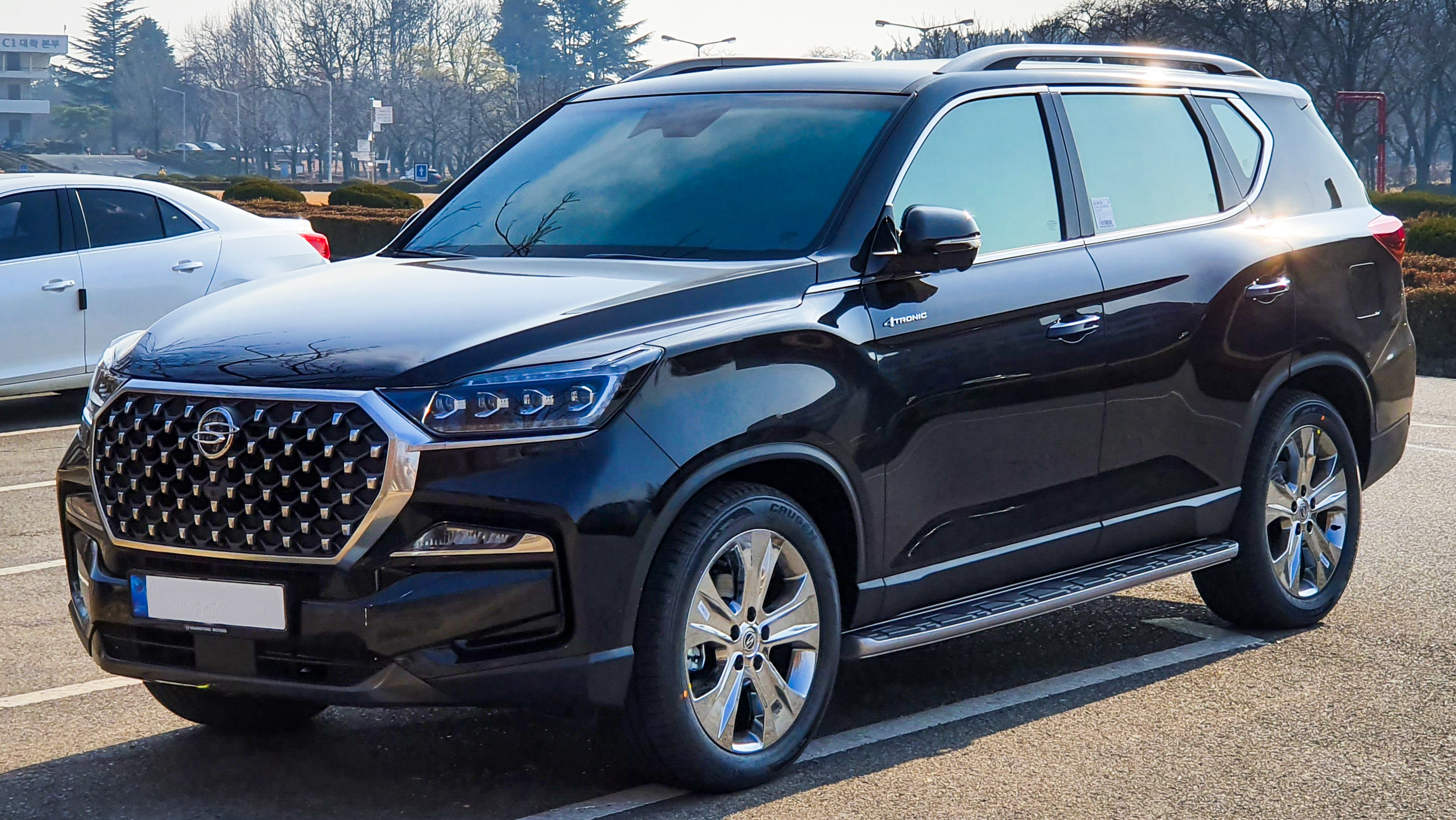
Rexton
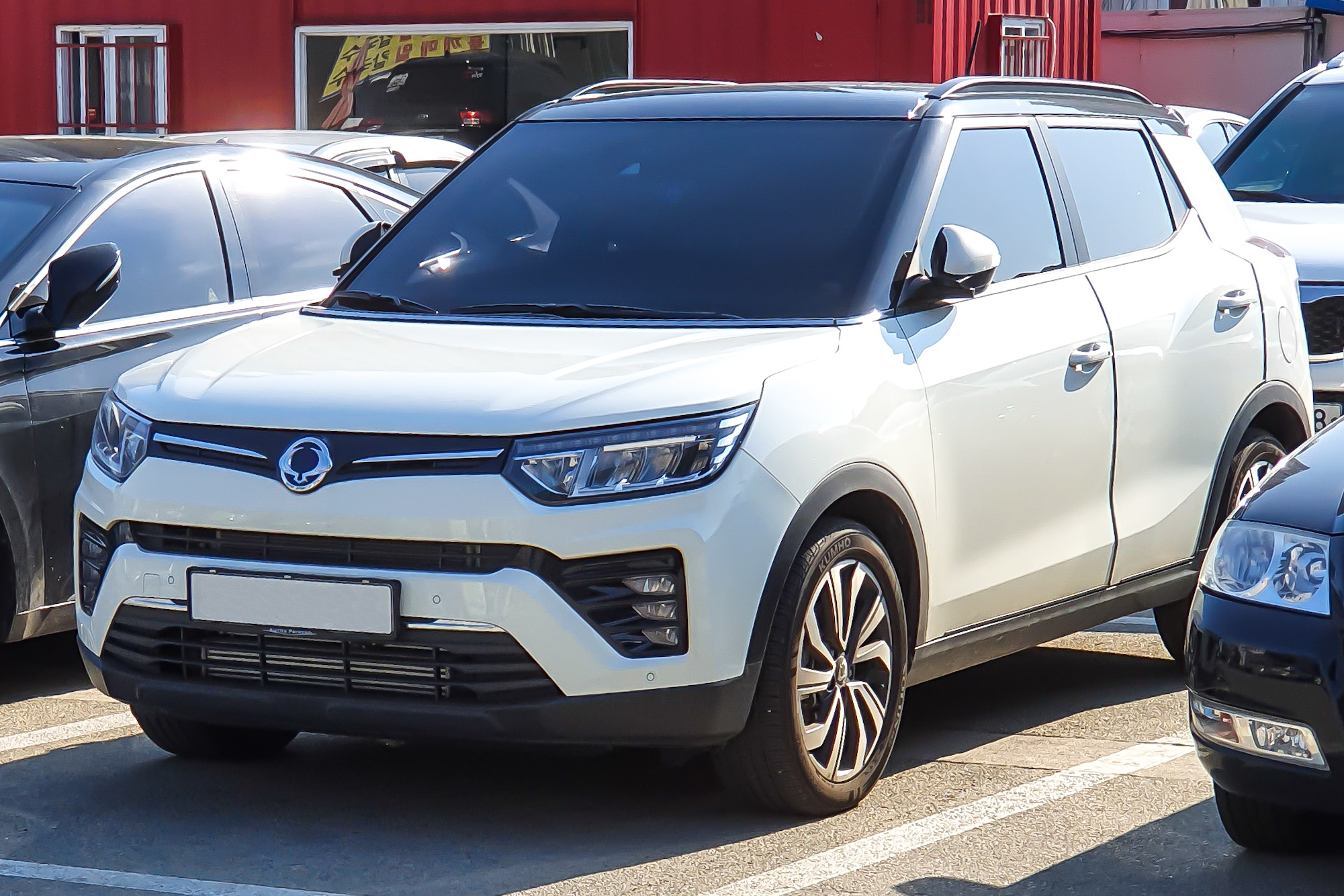
Tivoli
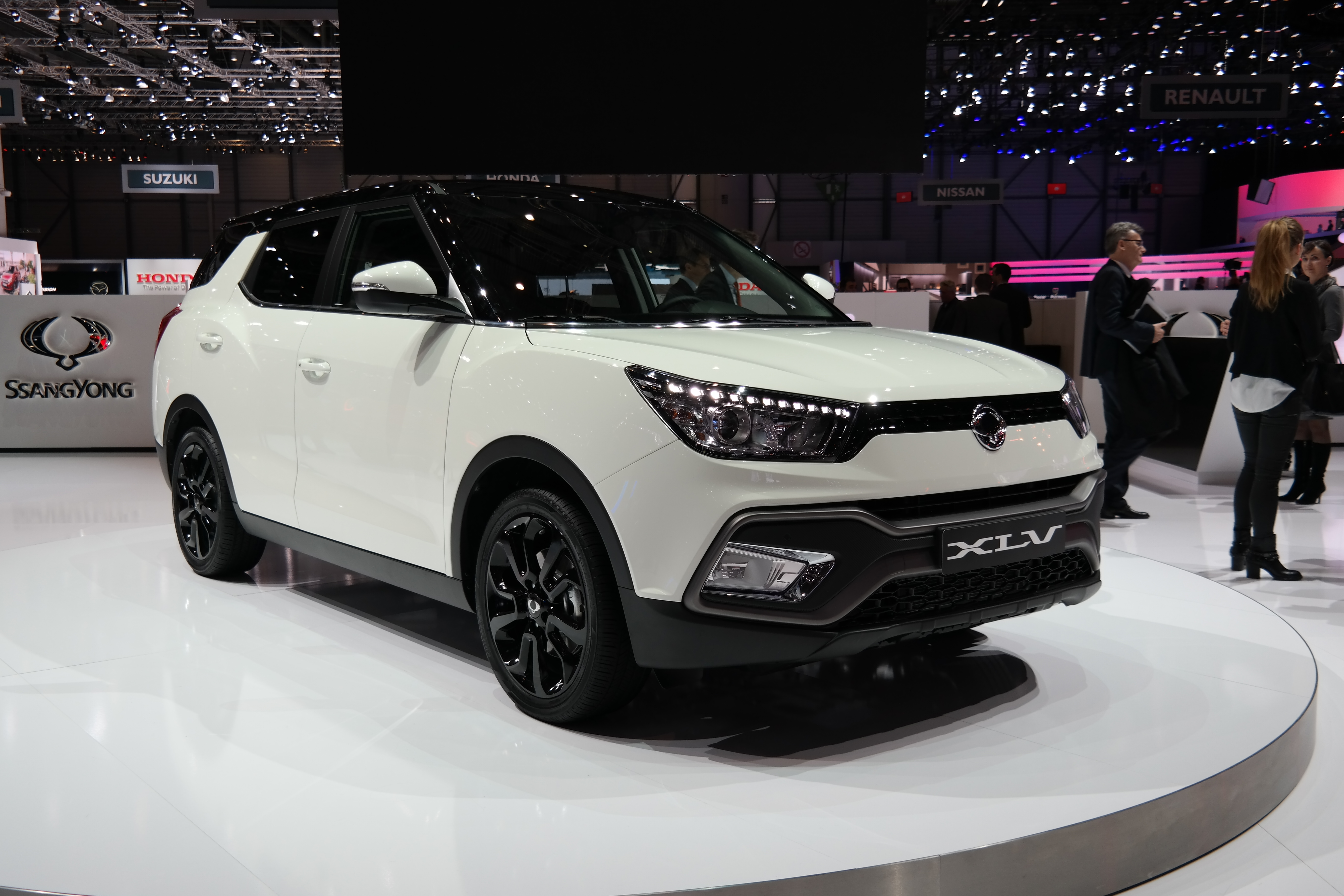
XLV
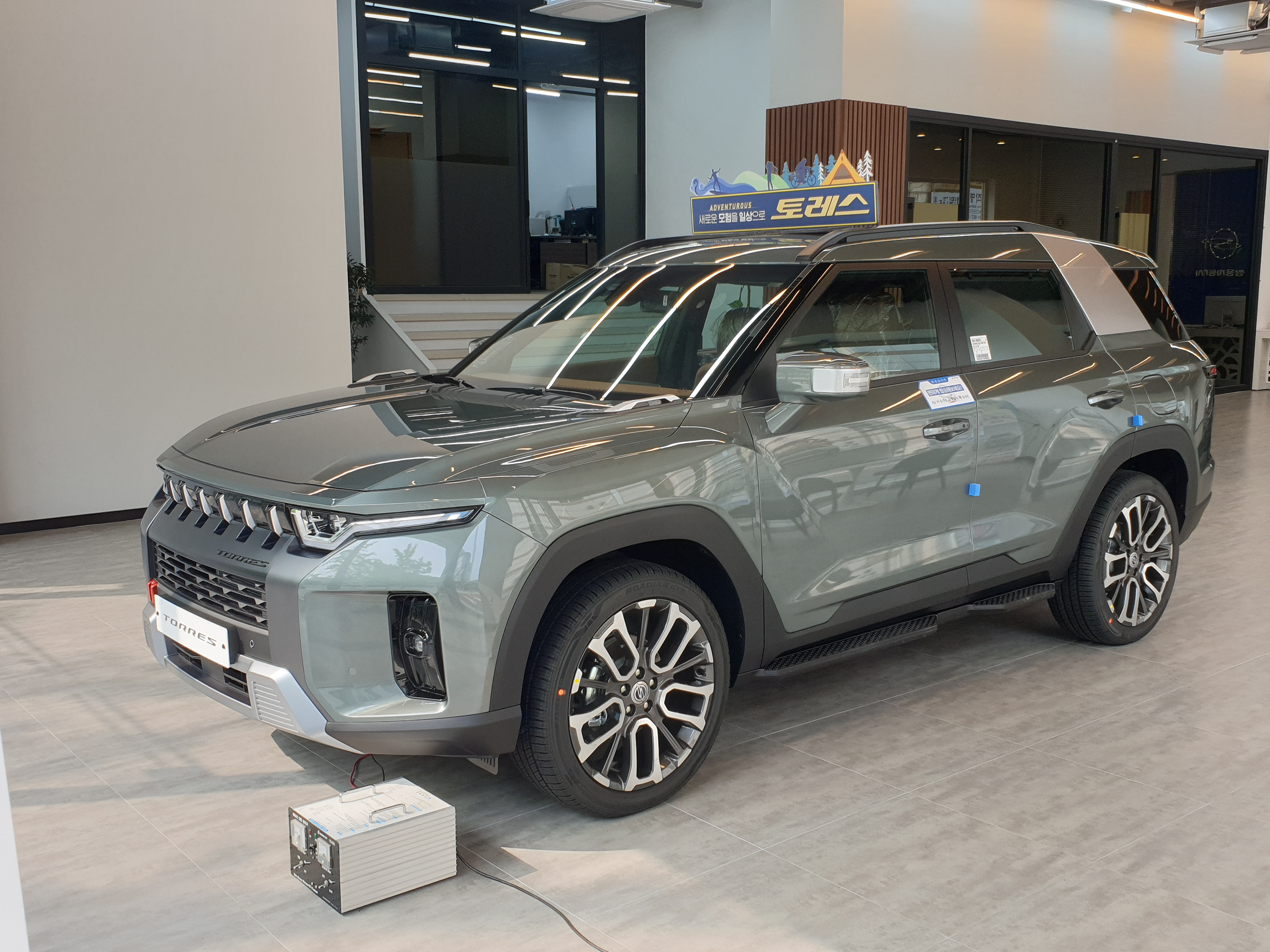
Torres
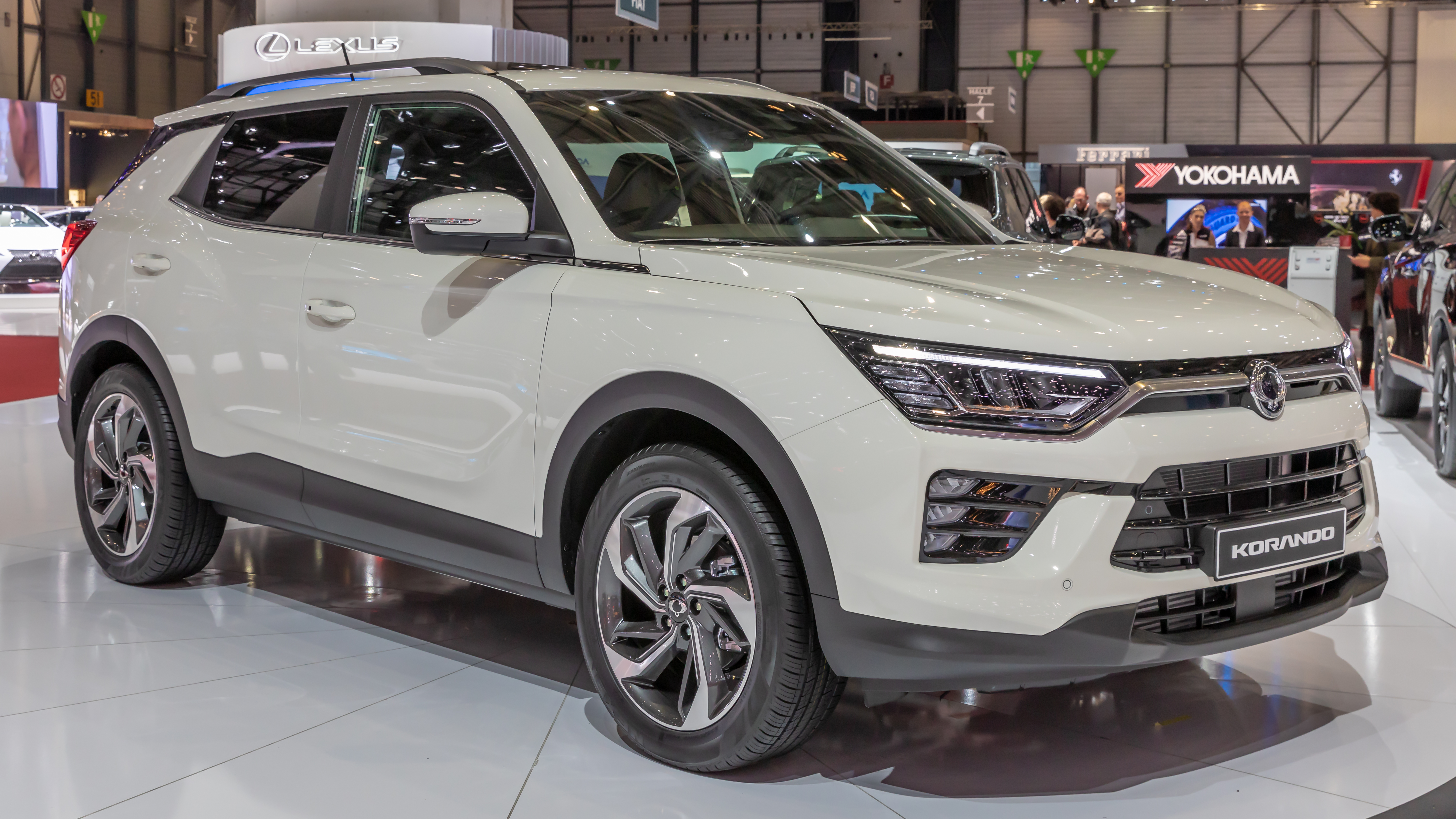
Korando
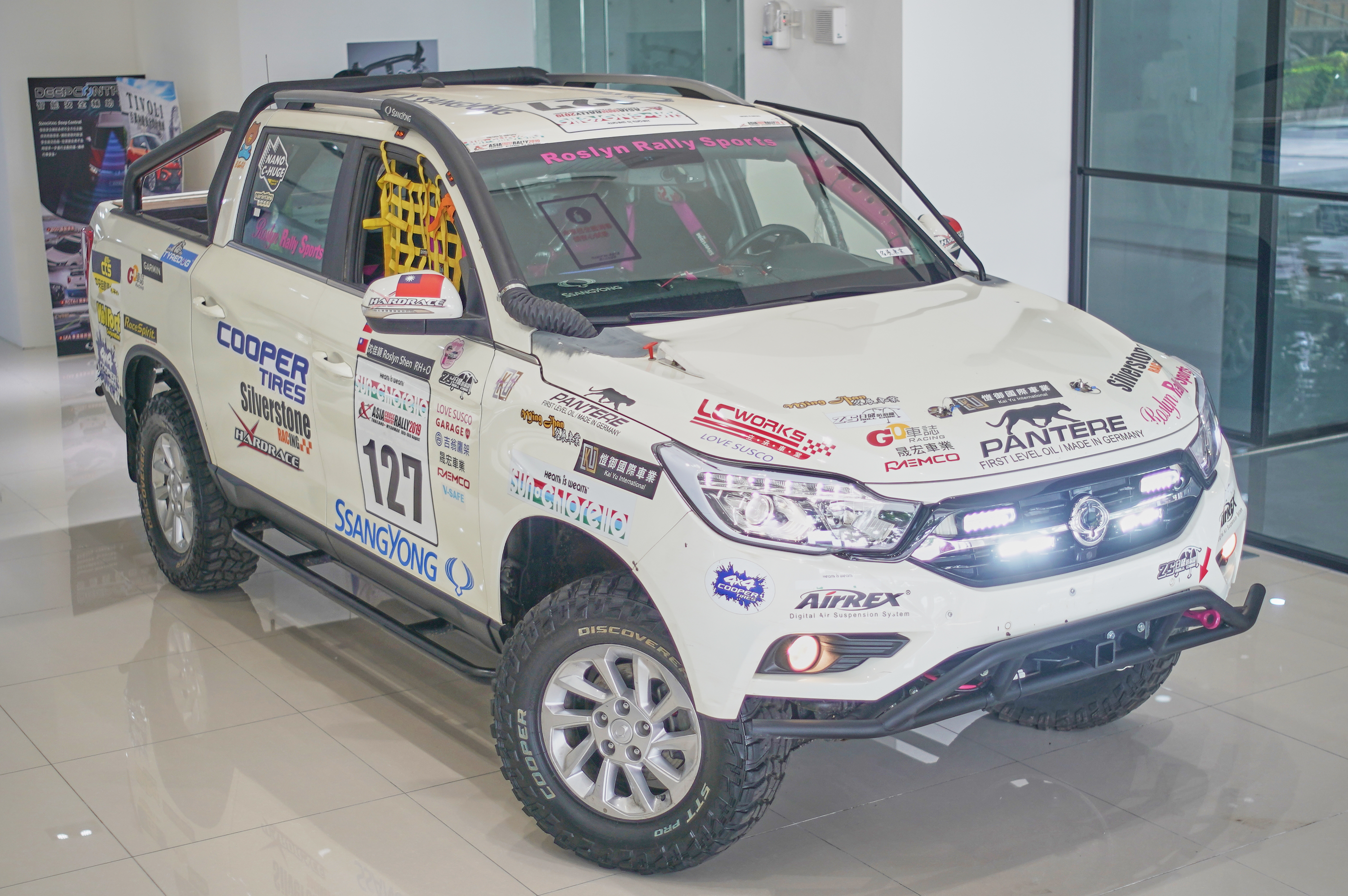
Rexton Sports
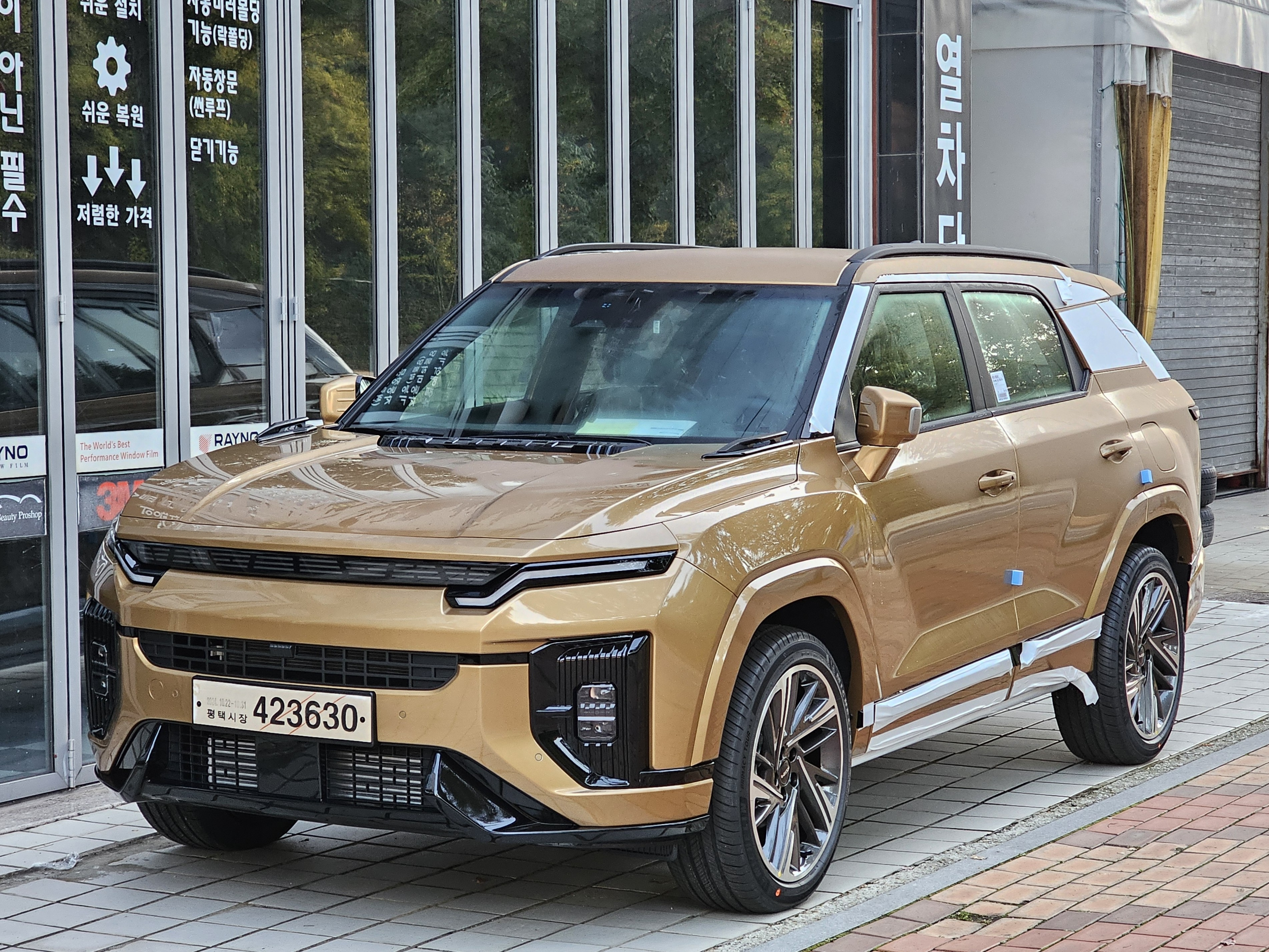
Actyon

### 停產車型

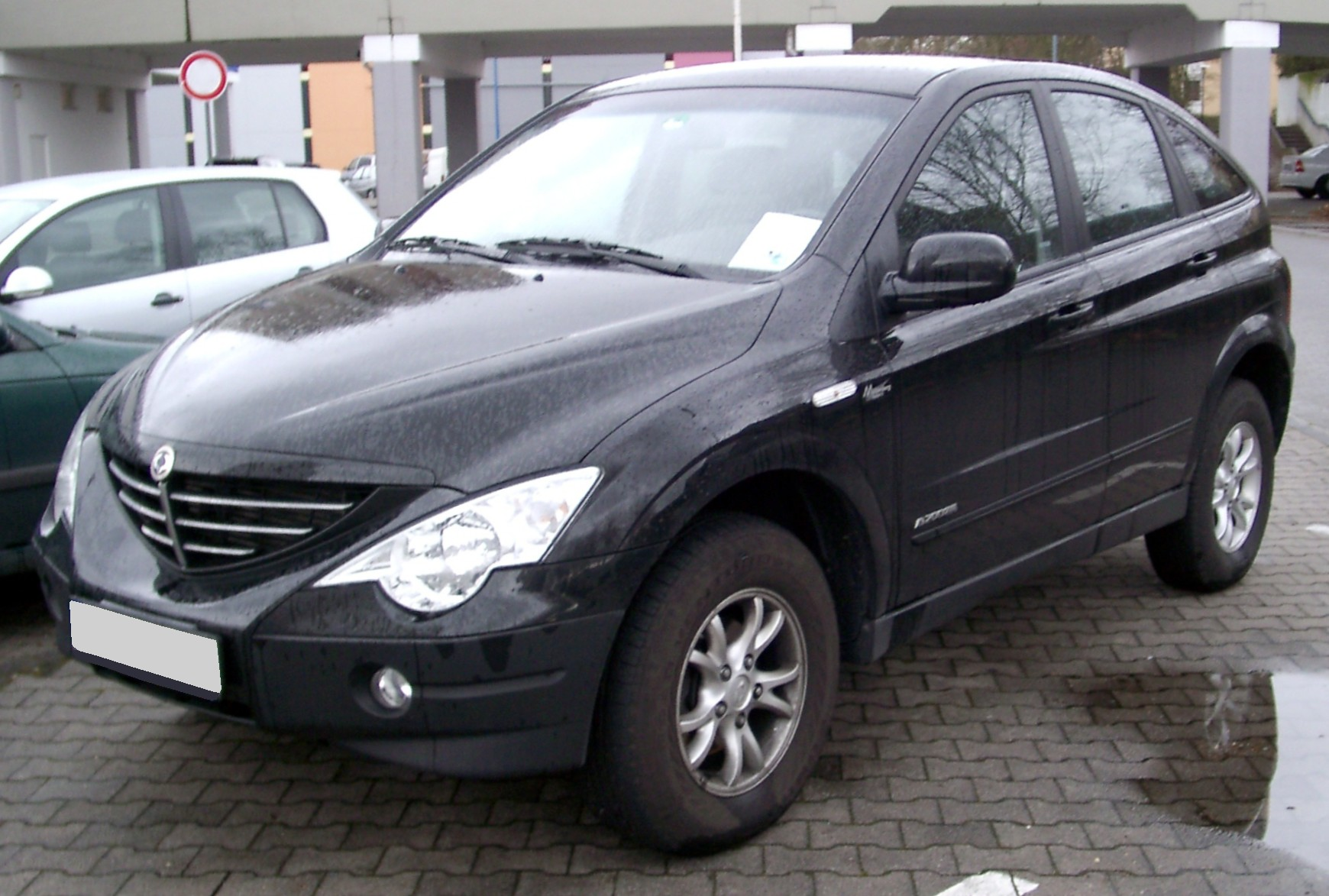
Actyon
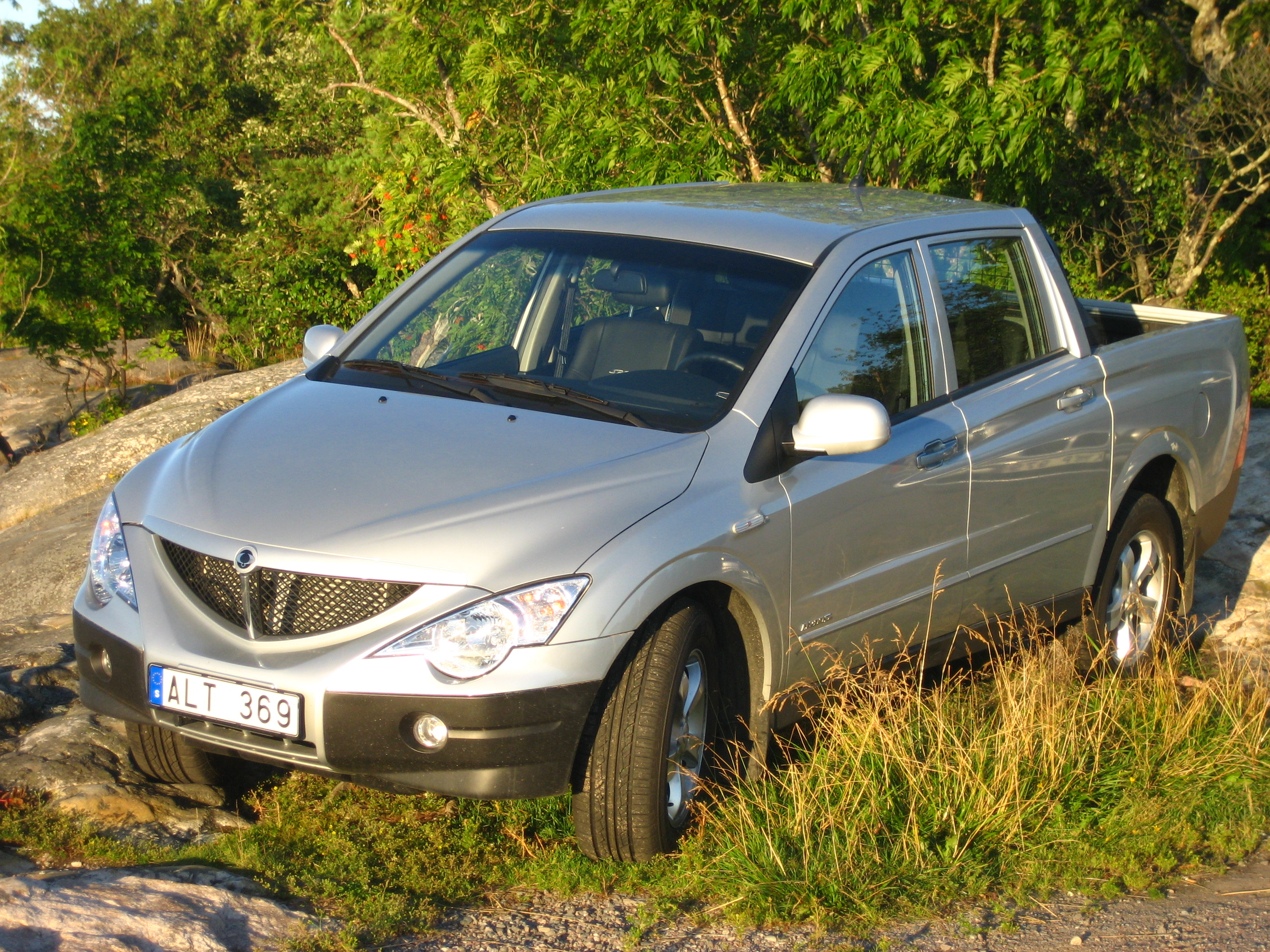
Actyon Sports
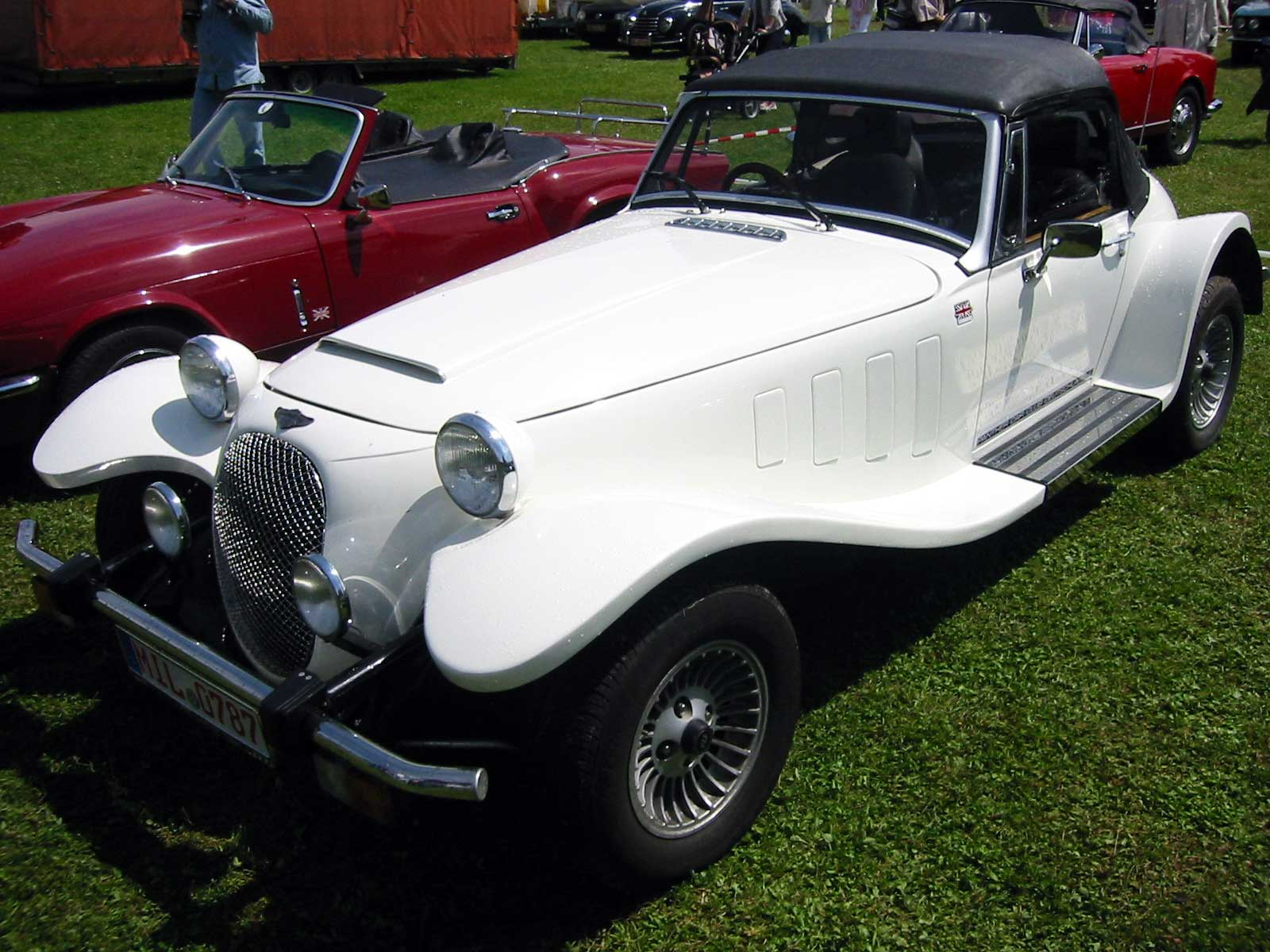
Panther Kallista
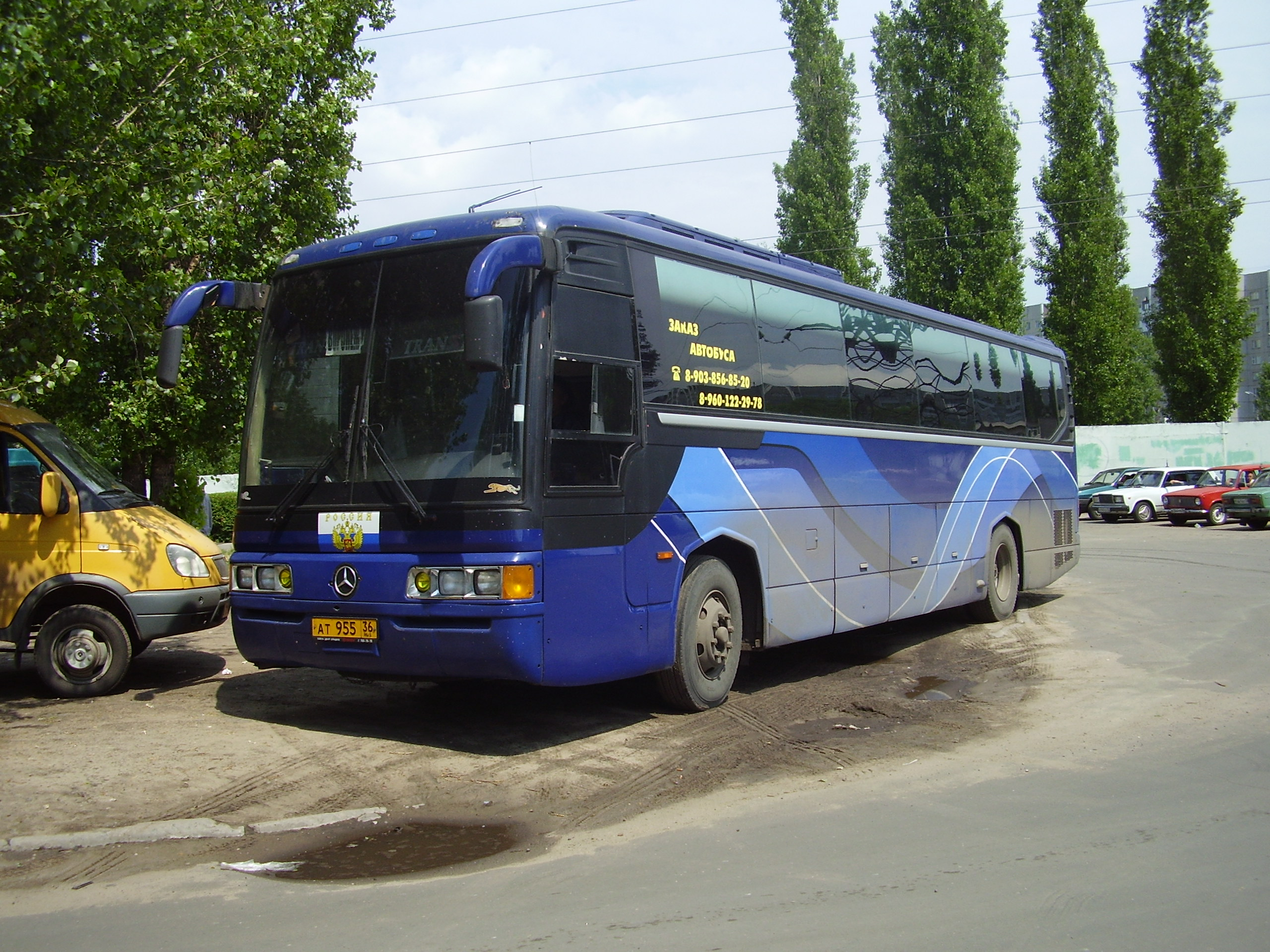
SB85M Transstar
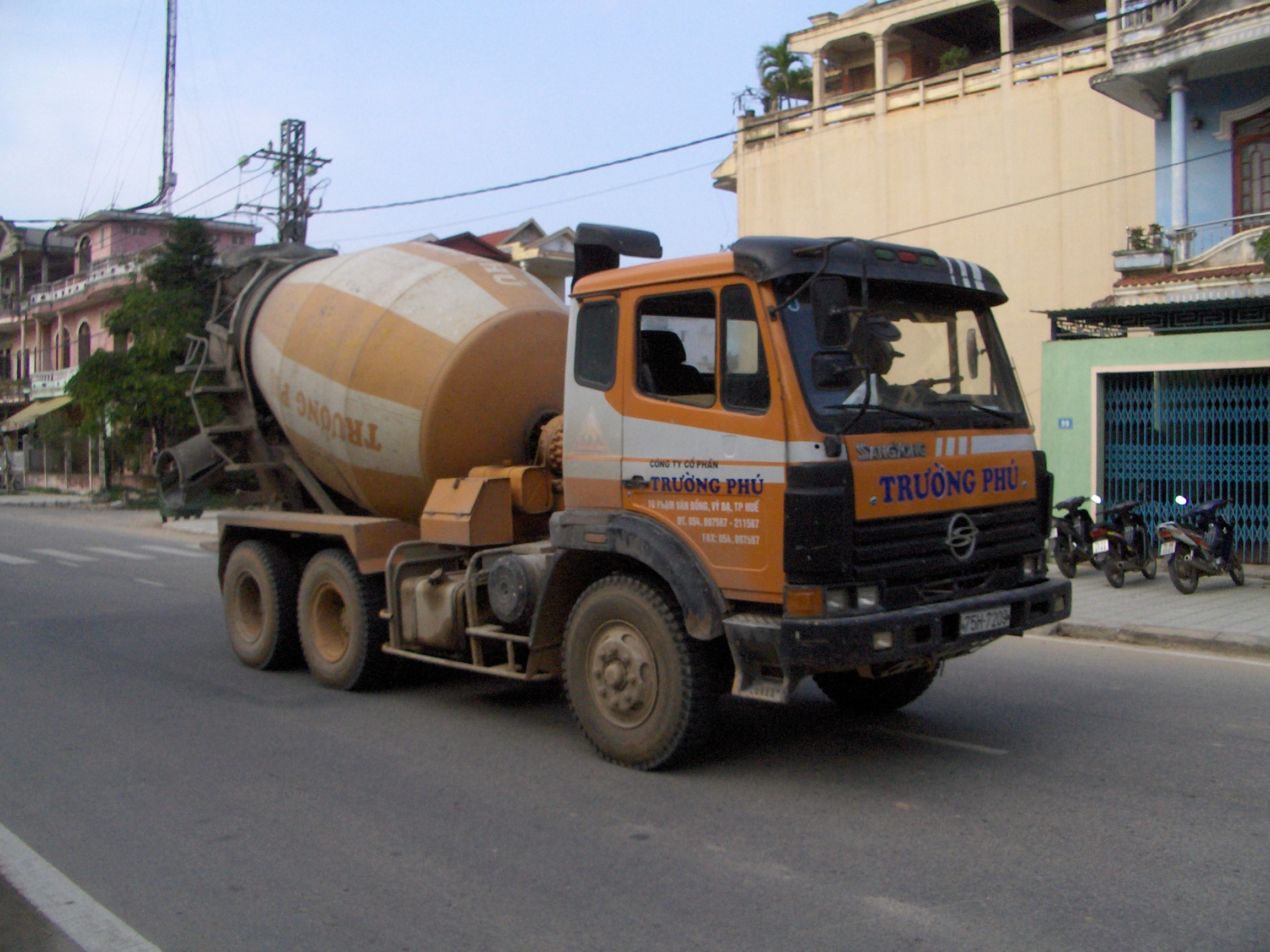
SY Truck水泥車
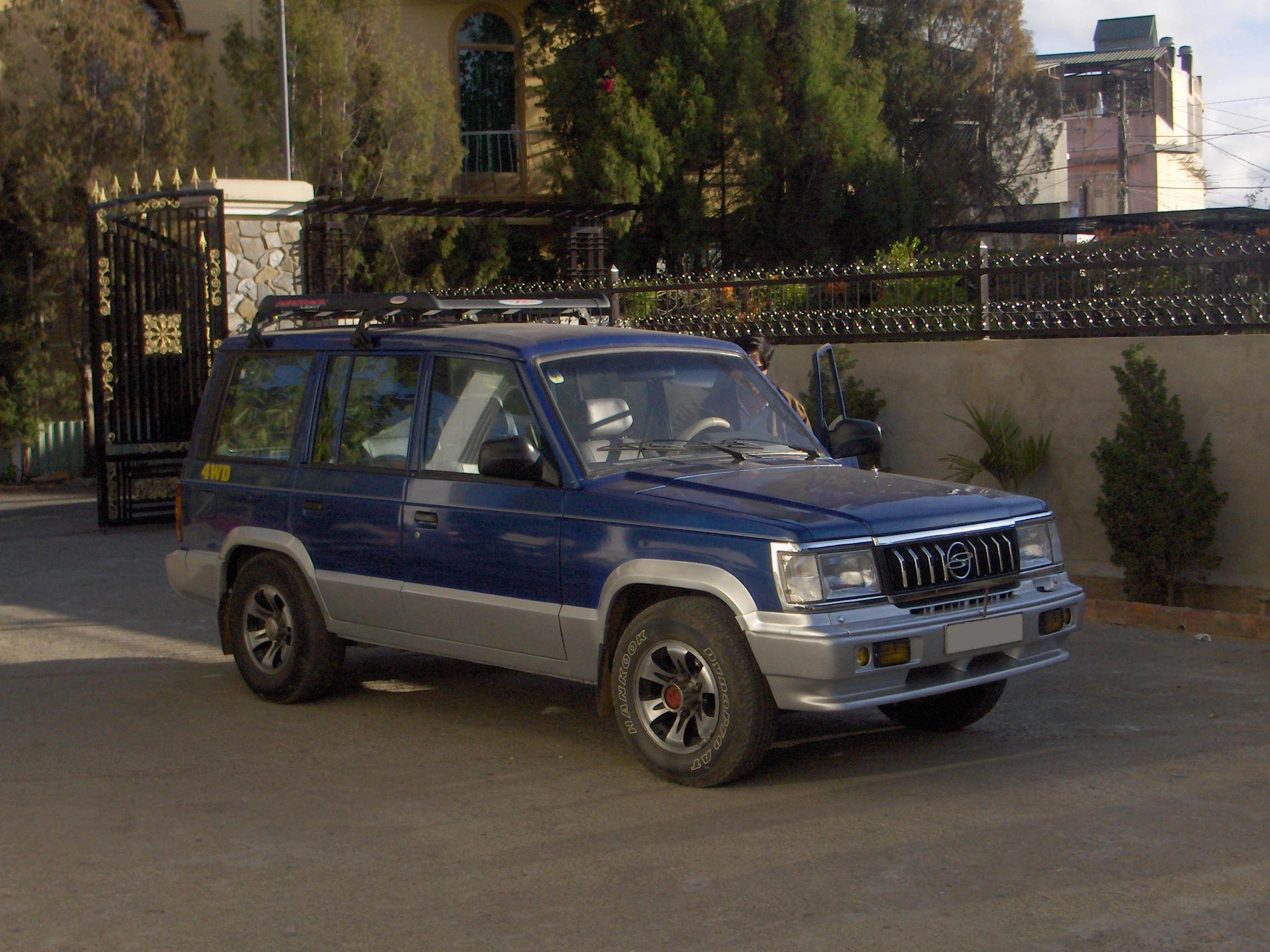
family休旅車
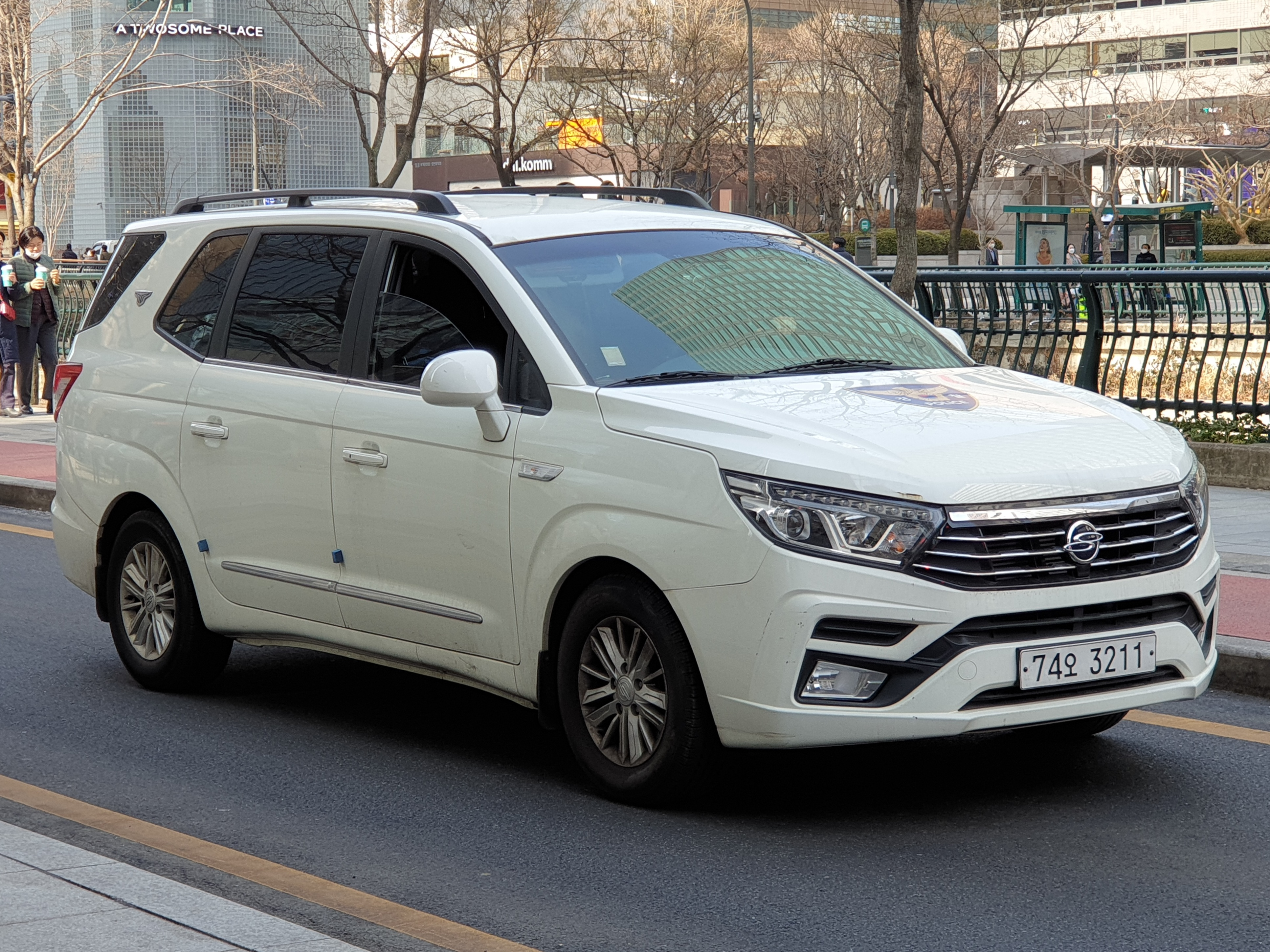
Korando Turismo
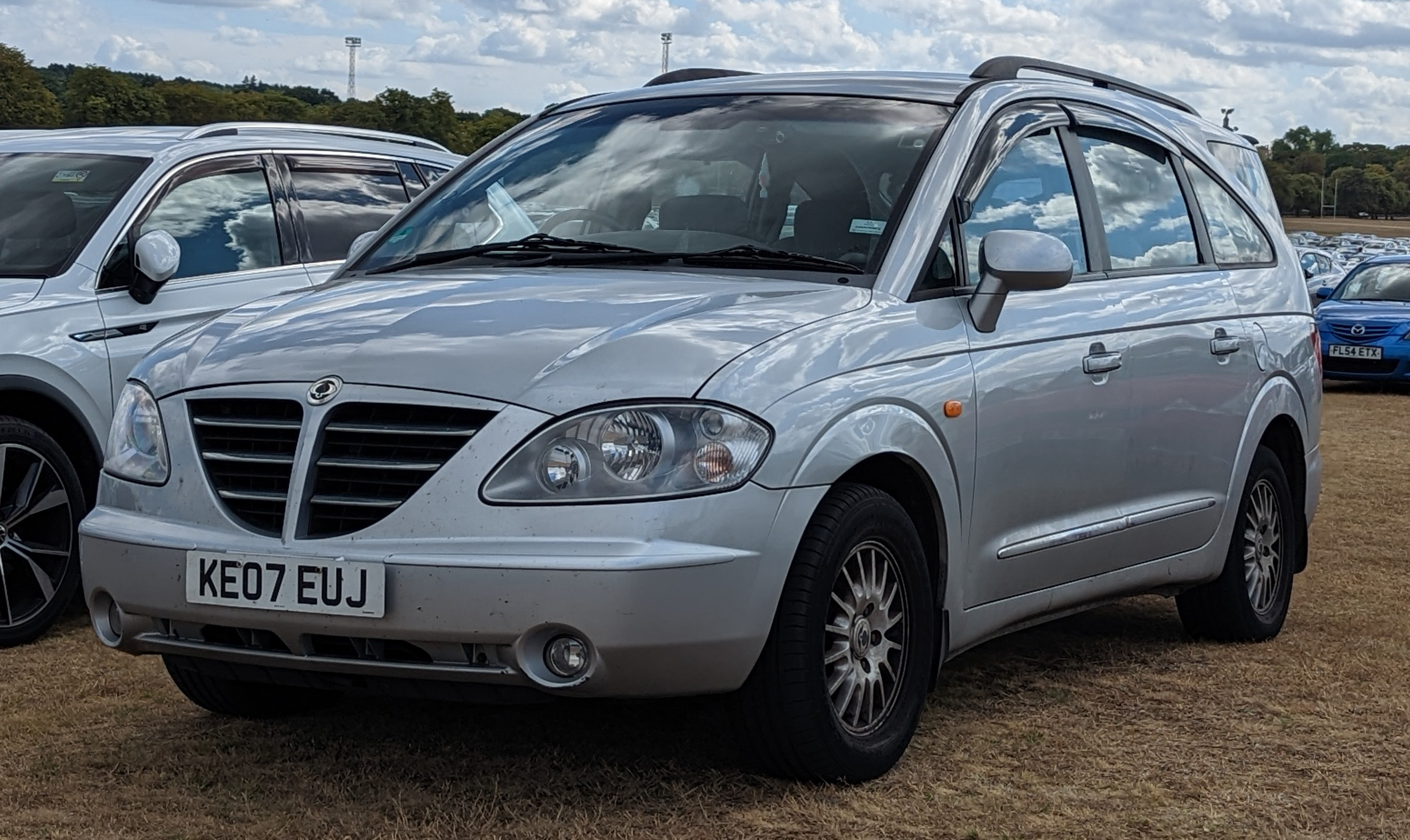
Rodius

### 概念車型

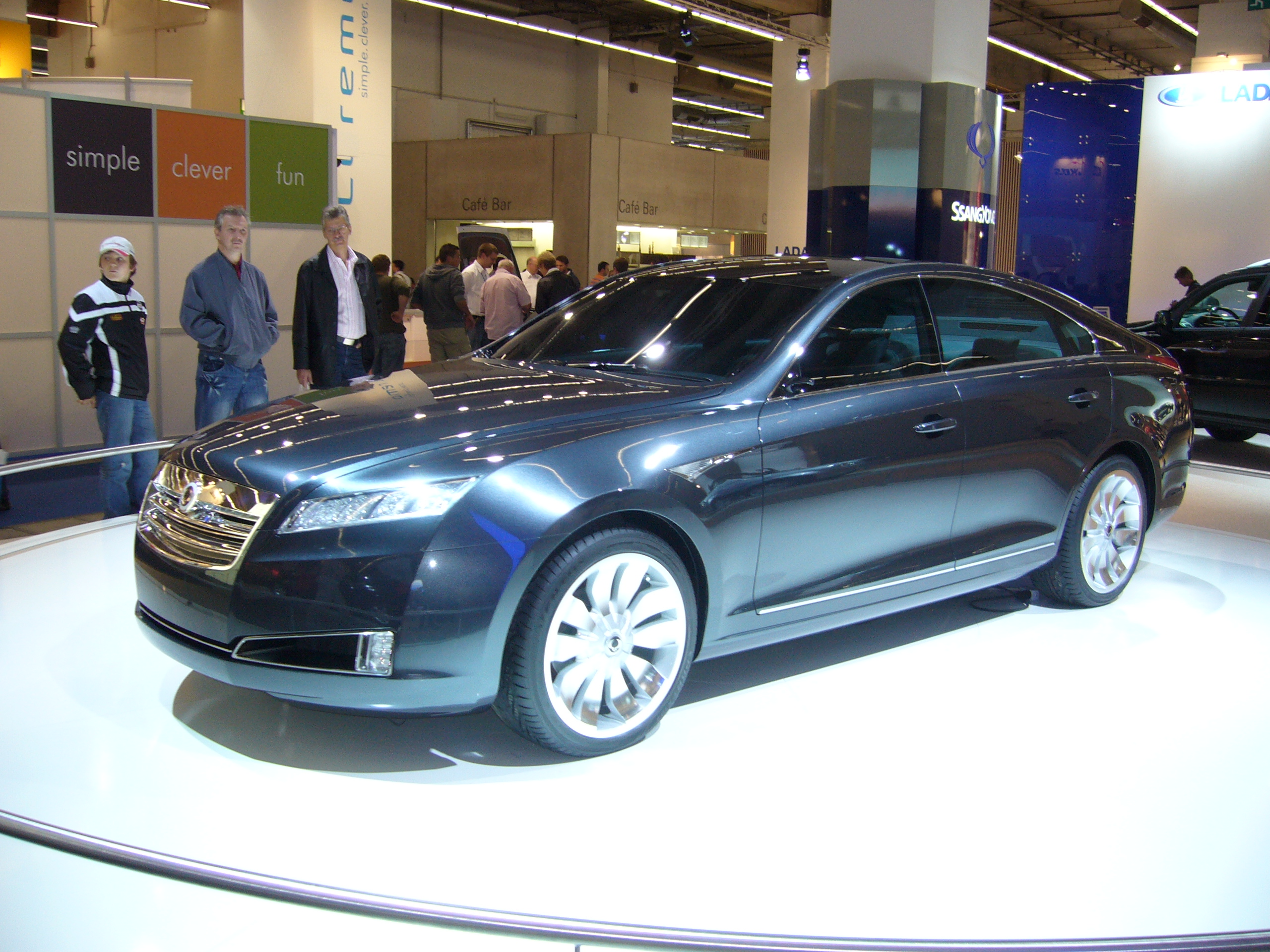
Wz
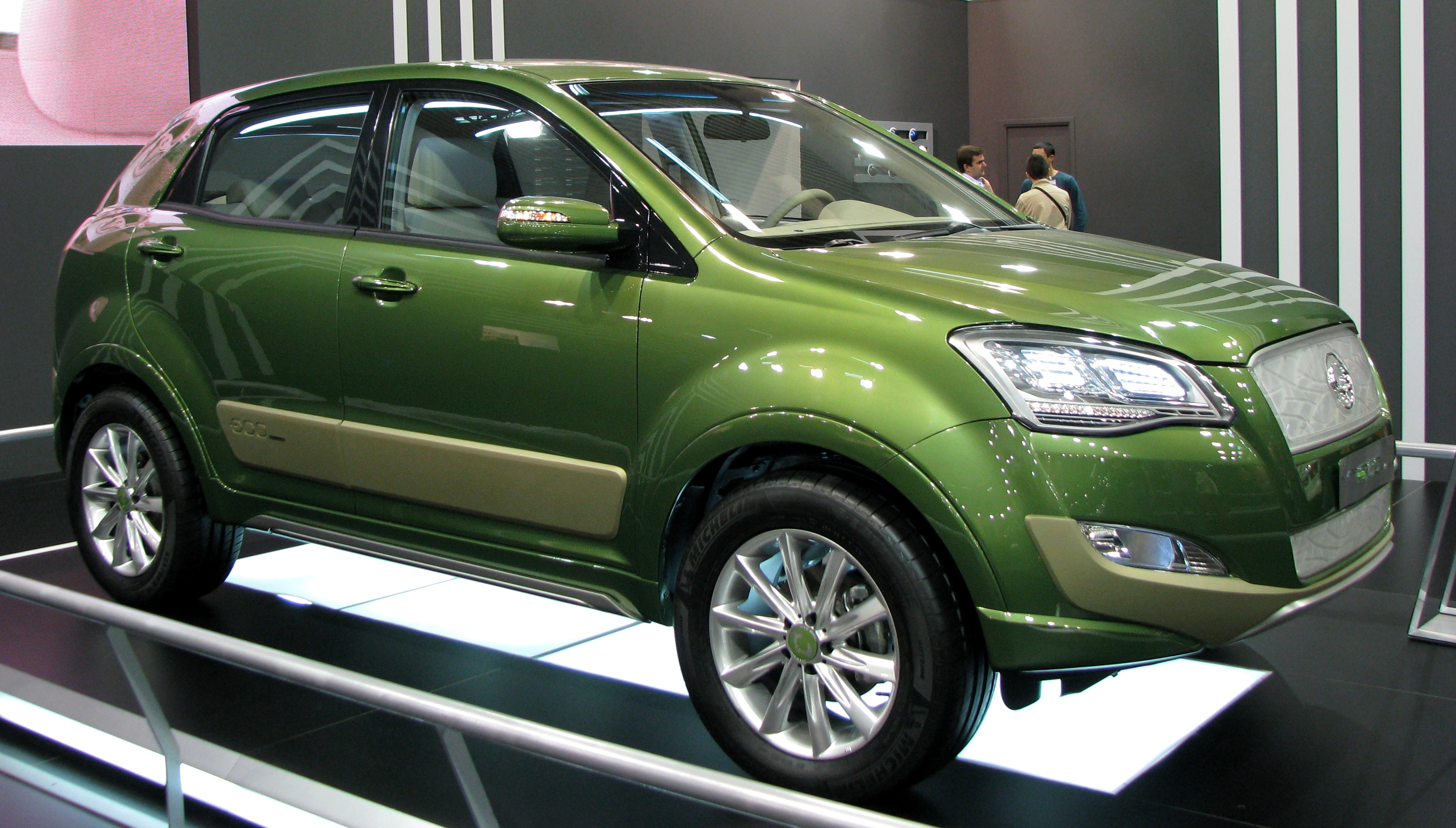
C200
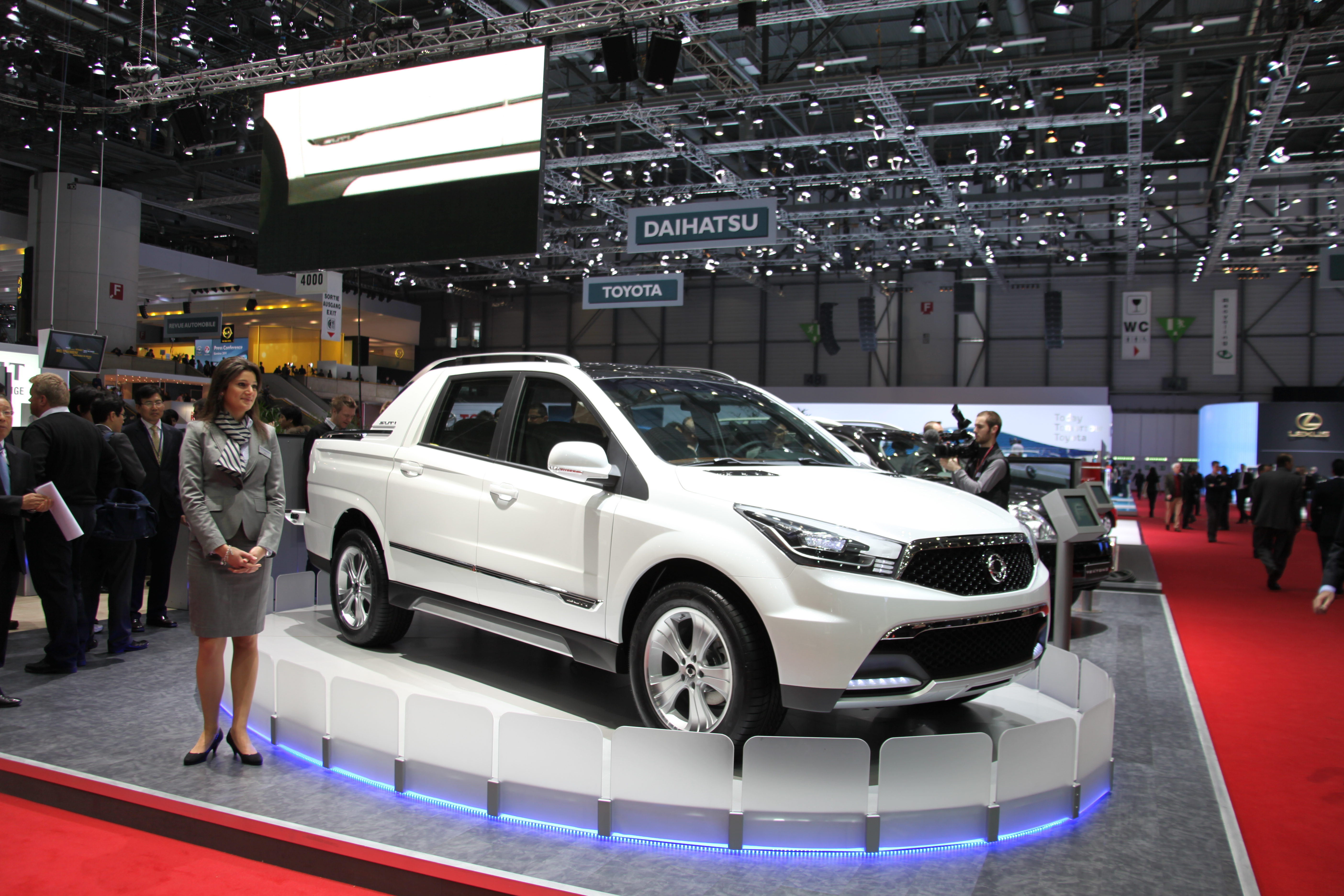
SUT1
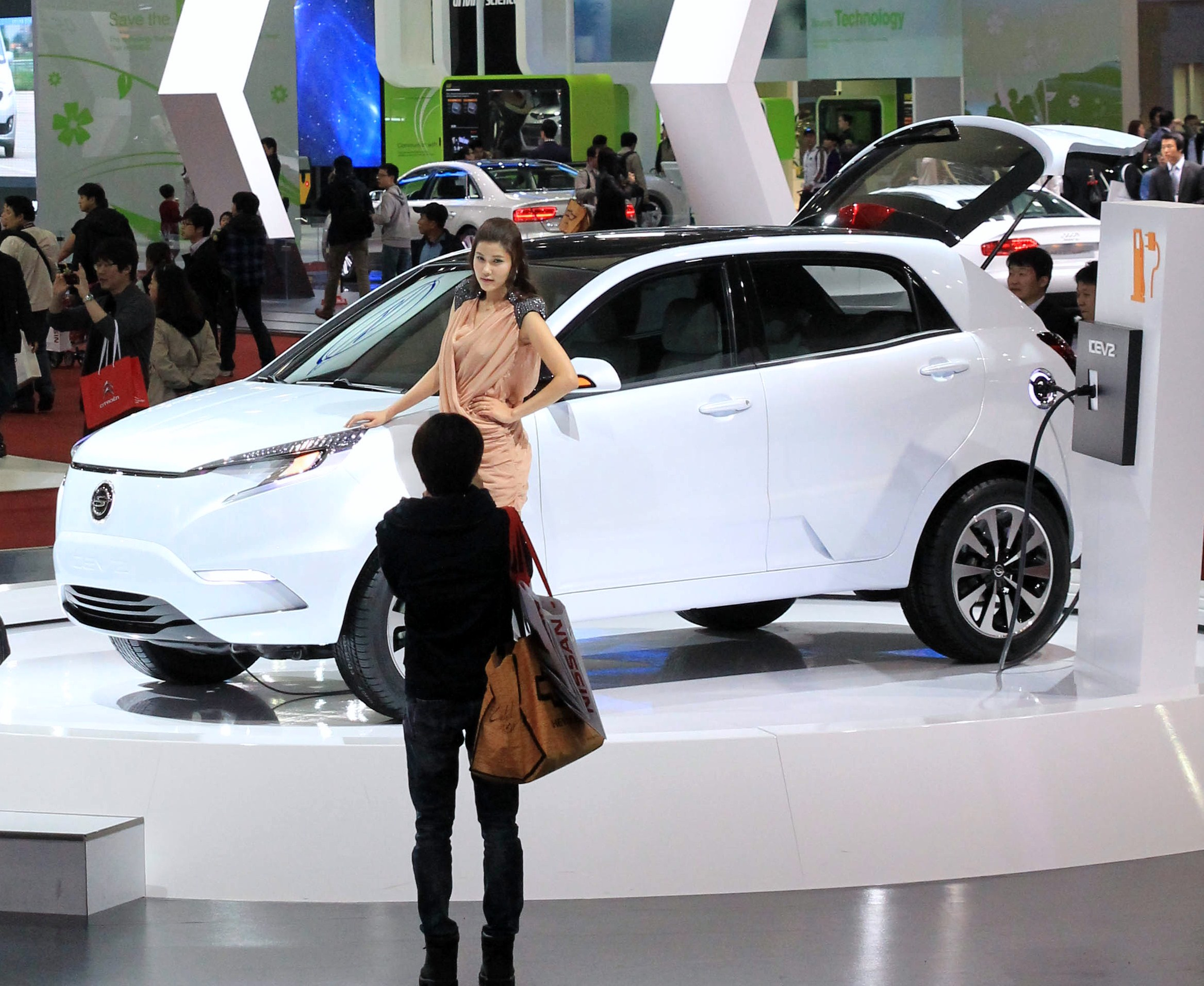
KEV2
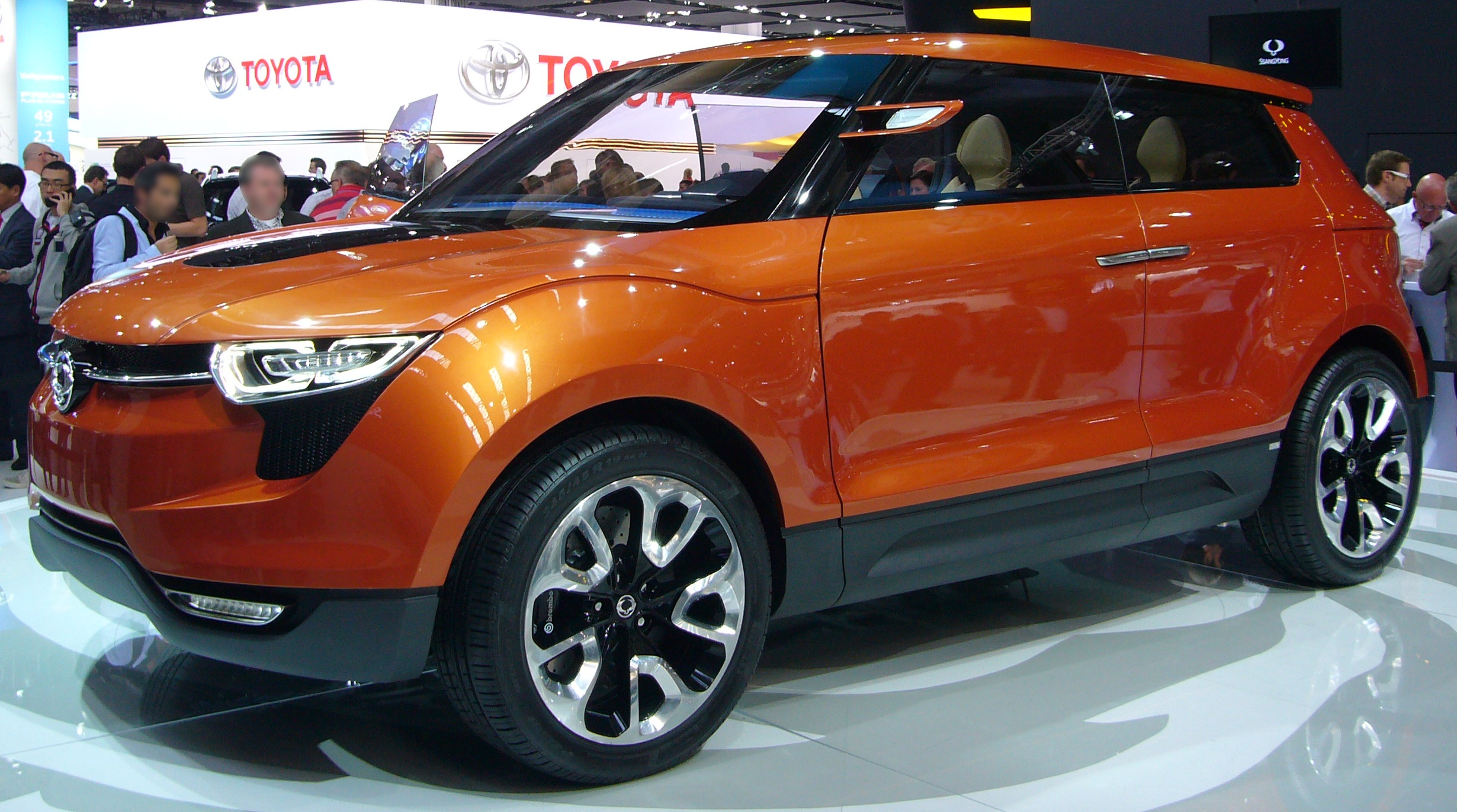
XIV-1
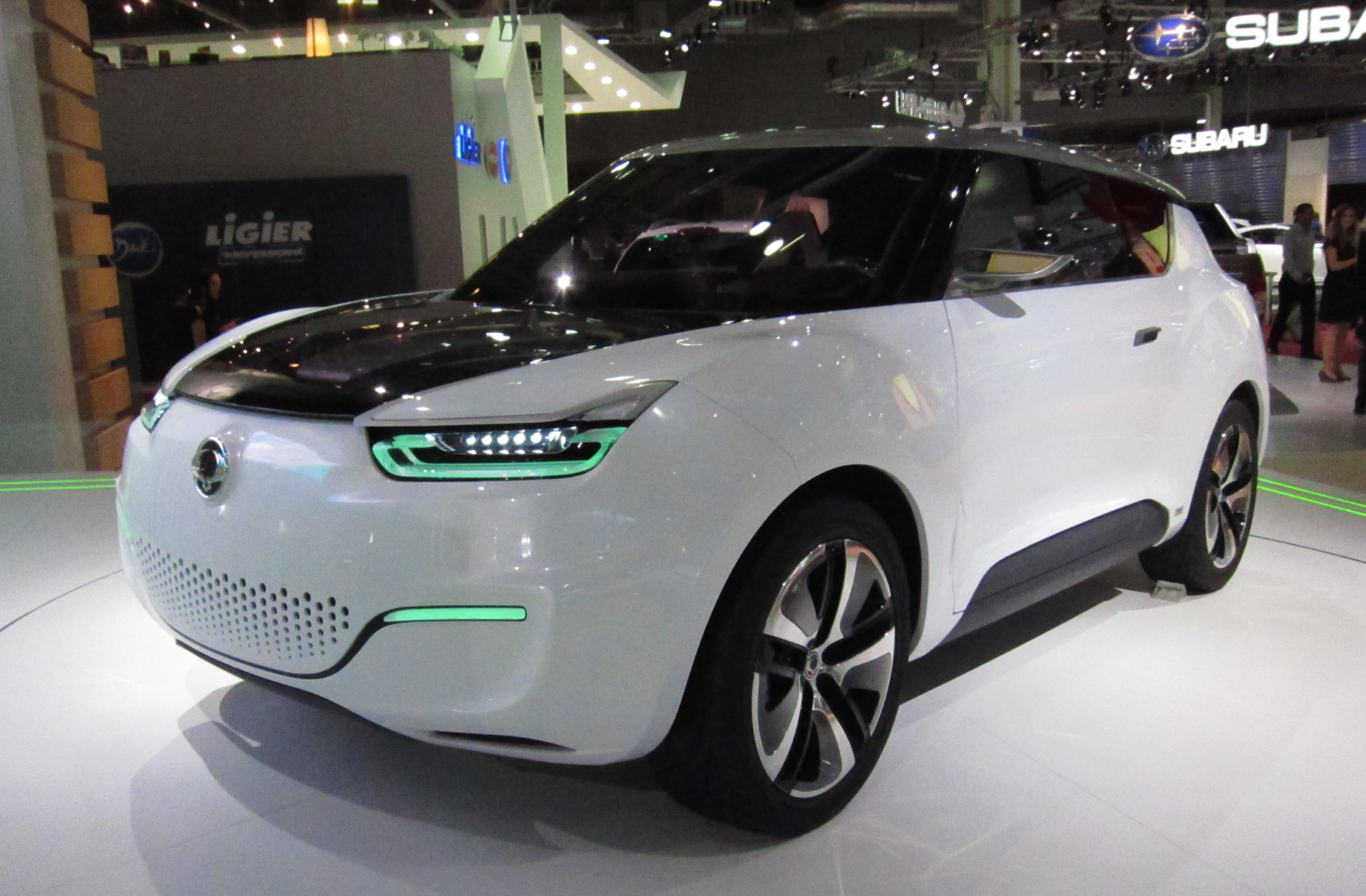
e-XIV

## 外部連結
- KG Mobility（韩国） （页面存档备份，存于）
- 双龙汽车（台灣） （页面存档备份，存于）
- KG Mobility（香港） （页面存档备份，存于）